# Swerkerydzi
Swerkerydzi – średniowieczna dynastia szwedzka wywodząca się od króla Swerkera I Starszego (panował ok. 1130-1156), panująca w Szwecji od około 1130 do 1222, na przemian z przedstawicielami dynastii Erykidów (potomków króla Eryka IX, zmarł 1160).
Gdy w 1161 roku w Szwecji zostały obalone rządy pochodzącego z Danii króla Magnusa Henrikssona, którego matka była wnuczką króla Inge I Starszego, oba szwedzkie rody rozpoczęły między sobą zaciekłe walki o królewską koronę, skutkiem czego każdy kolejny król był mordowany przez swego następcę z wrogiego rodu. Walki trwały do roku 1250, kiedy to zmarł Eryk XI, ostatni z rodu Erykidów, a władzę w Szwecji przejęła na trwałe nowa dynastia Folkunga.
Nekropolią rodu Swerkerydów był klasztor cystersów w Alvastrze, założony w 1143 r. przez Swerkera I Starszego.